# Hampont
Hampont é uma comuna francesa na região administrativa de Grande Leste, no departamento de Mosela. Estende-se por uma área de 11,23 km². Em 2010 a comuna tinha 185 habitantes (densidade: 16,5 hab./km²).